# Zunft zu Brotbecken
E. E. Zunft zu Brotbecken ist eine öffentlich-rechtliche Korporation der Stadt Basel und eine der zahlreichen Basler Handwerkerzünfte. Sie ist die historische Vereinigung der Bäckermeister, steht heute aber allen Berufsständen offen.

## Anmerkung
1. ↑  E.E. steht für Eine Ehren